# ریموند تریس
ریموند تریس (به انگلیسی: Raymond Terrace) یک شهرک در استرالیا است که در Port Stephens Council واقع شده‌است.